# Plakat (anslag)

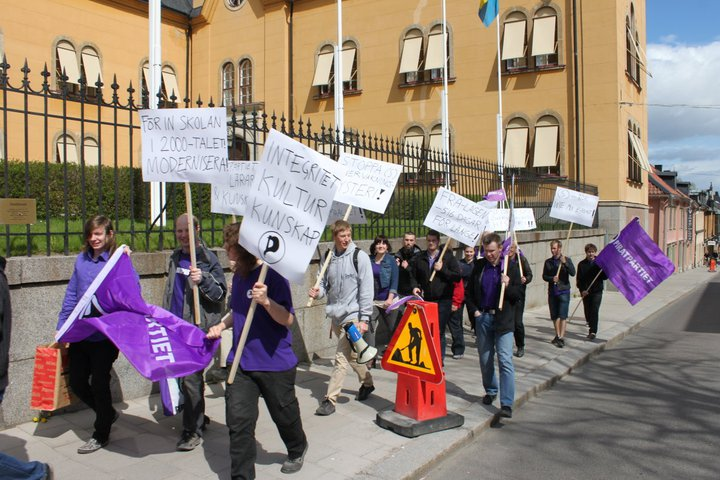
Plakat under Piratpartiets Första maj-demonstration 2011 i Linköping.

Plakat var i 1600- och 1700-talens svenska författningsspråk ett kungligt offentligt anslag tryckt på en sida för att kunna sätta upp en kungörelse, förordning, stadga eller påbud i till exempel kyrkor. Från 1800-talet och framåt är det även andra offentliga anslag från enskilda eller företag. Plakat som används vid demonstrationer är gjorda av papper, kartong eller papp har stor text och bilder med information om anledningen till demonstrationen.